# Tamara Friebel
Tamara Friebel (* 1975 in Cohuna, Victoria) ist eine australische Klangkünstlerin, Komponistin und Performerin.

## Leben
In Australien hat sie in ihrer Kindheit und Jugend Klavier, Geige, Blockflöte, Klavier und Horn gelernt. Später studierte sie Architektur am Royal Melbourne Institute of Technology und an der Universität für angewandte Kunst in der Meisterklasse von Zaha Hadid. Außerdem studierte Friebel Soziologie und Theologie an der Universität Melbourne sowie Komposition an der Universität für Musik und darstellende Kunst Wien unter Chaya Czernowin. 2013 schloss sie ihr Doktorat in Komposition an der Universität Huddersfield bei Liza Lim ab. Seit 2014 ist sie Postdoktorandin an der Karl-Franzens-Universität Graz im Rahmen des Mathematik- und Kunstforschungsprojekts „The Collaborative Mind“. Sie lebt als freischaffende Musikerin, Komponistin und Performerin in Wien.

## Werk
Ihr künstlerisches Schaffen umfasst Kompositionen neuer Musik, Improvisation, Live-Elektronik sowie Installationen, Videoarbeiten und Ausstellungen. Friebels Werke sind von ganz Handgreiflichem geprägt, verhandeln aber oftmals auch psychologische oder abstrakte Themen. Zwischen den Einflüssen strenger Notation, Improvisation und Live-Elektronik tun sich Spannungsfelder zwischen genauem Einhalten und offener Gestaltung auf, die auch das in gewissem Rahmen Unbeeinflussbare in die Musik integrieren.
„Alltagsgegenstände wie eine Singer-Nähmaschine oder kleine Spielfiguren auf Seerosenblättern fügt Tamara Friebel in ihre Performances und Installationen, die als Schnittstelle zwischen ihren Kompositionen und architektonischen Arbeiten gesehen werden können.“ (Doris Weberberger)
Ihre Kompositionen kamen bisher bei Festivals wie dem Carinthischen Sommer, Wien Modern oder Aspekte Festival Salzburg zur Aufführung.